# Владимир Логунов
Владимир Логунов (Београд, 28. јул 1942 — Београд, 11. новембар 2022) био је српски балетски играч, кореограф и директор Балета Српског народног позоришта у Новом Саду од сезоне 2012/2013.

## Биографија
Рођен је у Београду, али је балет почео да учи у Сплиту код педагога Миле Катић. Завршио је београдску Балетску школу „Лујо Давичо“, у класи педагога Нине Кирсанове 1964. године. Исте године је постао и члан Балета Народног позоришта у Београду, а убрзо и солиста, остваривши низ значајних улога у балетима: Жизела - Иларион, Лабудово језеро - Родбарт, Хуан од Карисе - Двојник, Ана Карењина - Карењин, Хофманове приче, Охридска легенда, Двобој Танкреда и Клоринде, Копелија - Копелијус и др. За улогу Копелијуса добио је награду Народног позоришта за најбољу улогу сезоне 1979/1980. Директор Балета Народног позоришта у Београду био је од 1980. до 1985. године. Студирао је кореографију на Позоришној академији (ГИТИС) у Москви.
Пењминуо је 11. новембра 2022. године у Београду. Сахрањен је два дана касније у Алеји заслужних грађана на Новом гробљу у Београду.

## Награде
- Кипарски комитет за игру именовао је Владимира Логунова за почасног члана Кипарског балета.
- Од Заједнице музичких балетских педагога Србије добио је Награду за вишегодишње свестрано деловање у образовању младих талената.
- За представу „Доктор Џекил и мистер Хајд“ од Удружења балетских уметника Србије добио је награду „Димитрије Парлић“, за најбоље кореографско остварење у сезони 2001/2002. Исте године ова представа проглашена је за најбољу представу Народног позоришта у Београду.
- Од Удружења балетских уметника Србије добио је Награду за животно дело 2003. године.
- Министарство културе Републике Србије доделило му је Признање за национални допринос у култури.[1]
- Први је балетски уметник који је примио Златну медаљу за заслуге председника Републике Србије, 2021. године.